# 形成的評価
形成的評価（けいせいてきひょうか、英語: formative evaluation, formative assessment）は教育評価の分類のうちの一つであり。教育課程の途中で行われる評価をさし、学習者や教育者にフィードバックを与え学習のガイドとすること、評価そのものにより学習を促すことを目的とする。形成的フィードバック 、または診断テストを含む学習の評価 は、学習プロセス中に教師が実施する一連の公式および非公式の評価手順であり、教育および学習活動を修正して生徒の学力を向上させるが  、コンテンツとパフォーマンスに焦点を当てた生徒と教師の両方に対する（スコアではなく）定性的なフィードバックが含まれ  、これは一般に多くの場合外部の説明責任を目的とする教育結果を監視しようとする集計的評価とは対照的な事象である 。 

## 具体例
医学教育においては、mini-CEX・手技の直接観察（direct observation of procedural skills: DOPS）などのwork-based assessmentがその例である。

## 定義
形成的評価または学習の評価には、教育学習プロセスにおける継続的なチェックとバランスの方法が含まれる（Jeri、2018） 。 

## 用語の由来
1967年にマイケル・スクリベンが形成的評価と総括的評価という用語を作り出し、彼らが求める情報の目標と情報の使用方法といった両方の点で違いを強調する。スクリベンは形成的評価により情報が収集され、カリキュラムの有効性を評価し、採用するカリキュラムとその改善方法に関する学校システムの選択、一方でベンジャミン・ブルームは、1968年に「 Learning for Mastery 」という本で用語を取り上げ、形成的評価を学生の教育学習プロセスを改善するためのツールとして検討。トーマス・ヘイスティング、ジョージ・マダウスと共に著した1971年の形成的および総括的評価ハンドブックは、形成的評価がさまざまなコンテンツ分野の教育ユニットにどのように組み込まれるかを示すことで、この用語が今日一般的に受け入れられている意味を反映している。  

## 対総合評価
人々がより精通したとする評価のタイプは、 総合評価から。以下の表は、2種類の評価の基本的な違いを示している。 
|                | 総合評価                                                   | 形成的評価                                 |
| -------------- | ---------------------------------------------------------- | ------------------------------------------ |
| いつ           | 学習活動の終わりに                                         | 学習活動中                                 |
| ゴール         | 決断する                                                   | 学習を改善するために                       |
| フィードバック | 最終判断                                                   | 素材に戻る                                 |
| 参照フレーム   | 時々規範的（各生徒を比較する 他のすべてに対して）;時々基準 | 常に基準（同じ基準に従って学生を評価する） |

## 根拠と実践
形成的評価にはいくつかの目的があります。 

## 例
形成的評価と学習の調整との間の時間は、数秒または数か月の場合があります。  形成的評価のいくつかの例は次のとおりです。 

## 戦略

### 質問する
質問は学習プロセスの重要な部分であり、さらに重要な部分は適切なタイプの質問をすることであるが質問は生徒に考えさせるか、情報を収集して指導に知らせる必要があり  またディスカッションと学生の反省を促進する質問により、学生は正しい目標を達成し、学習目標を達成しやすくなる。 生徒に質問するのに適した質問の種類を次に示す。 

## 特定のアプリケーション
以下は、コンテンツ領域への形成的評価の適用例。 